# Коррі Ладде
Коррі Ладде (нід. Corrie Laddé, 27 жовтня 1915 — 18 вересня 1996) — нідерландська плавчиня.
Срібна медалістка Олімпійських Ігор 1932 року.